# Jonathan Littell
Jonathan Littell, född 10 oktober 1967 i New York, är en tvåspråkig amerikansk-fransk författare som är bosatt i Barcelona. Han har dubbelt franskt och amerikanskt medborgarskap.  Hans kontroversiella genombrottsroman Les Bienveillantes kom ut på franska 2006 och har vunnit två priser. Boken utkom i svensk översättning 2008 som De välvilliga.
Littell är son till den amerikanske författaren Robert Littell och växte upp i en judisk familj från New York som har rötter i Polen. När han var tre år flyttade hans familj till Frankrike där han tillbringade en stor del av sin barndom och ungdom, med avbrott för studier i hemlandet, bland annat vid Yale University. Mellan 1994 och 2001 var han aktiv i välgörenhetsorganisationen Action Contre la Faim och han har bland annat lett organisationens arbete i Tjetjenien.
Les Bienveillantes handlar om östfronten under andra världskriget och skildras genom huvudpersonen SS Obersturmbannführer Maximilien Aue. Littell började efterforskningarna för boken 2002 och skrev det första utkastet för hand på 112 dagar. Utgångspunkten för boken var, enligt Littell, att försöka sätta sig in i hur han själv skulle agerat om han föddes i Tyskland före första världskriget och blev nazist. Boken väckte en stor debatt när den kom ut i Frankrike och senare i Tyskland, men belönades bland annat med det prestigefyllda Goncourtpriset och Franska akademiens Grand prix du roman.
Littell betraktar sig inte själv som jude och har gjort sig känd för kontroversiella uttalanden om Israel och det sätt förintelsen behandlas i media.

## Verk
- Littell, Jonathan (2008). De välvilliga. Stockholm: Bromberg. Libris 10855345. ISBN 978-91-7337-013-4 (inb.)